# Carmen și Lola
Carmen și Lola (în spaniolă Carmen y Lola) este un film dramatic spaniol din 2018, regizat de Arantxa Echevarria.

## Rezumat
Carmen trăiește într-o comunitate de romi din suburbiile Madridului. Ca orice altă femeie pe care a întâlnit-o vreodată, este destinată să trăiască o viață care se repetă generație după generație: să se căsătorească și să crească cât mai mulți copii. Dar într-o zi o întâlnește pe Lola, o femeie romă ieșită din comun care visează să meargă la universitate și desenează graffiti cu păsări. Carmen dezvoltă rapid o înțelegere cu Lola, care este timidă, independentă și îi plac fetele. Ele descoperă o lume care, inevitabil, le determină să fie respinse de familiile lor.

## Distribuție
- Zaira Romero - Lola
- Rosy Rodríguez - Carmen
- Moreno Borja - Paco
- Rafaela León - Flora
- Carolina Yuste - Paqui

## Recepție
Pe baza agregatorului de recenzii Rotten Tomatoes, filmul are un grad de aprobare de 90%, pe baza a 21 de recenzii, cu un rating mediu de 6,8/10.

## Premii și nominalizări
| 2018 | Festivalul de Film de la Toulouse              | Golden Violet             | Golden Violet                          | Câștigat     | [ 6 ]         |
| 2019 | Premiile Feroz                                 | Cel mai bun film dramatic | Cel mai bun film dramatic              | Nominalizare | [ 7 ] [ 8 ]   |
| 2019 | Premiile Feroz                                 | Cel mai bun regizor       | Arancha Echevarría                     | Nominalizare | [ 7 ] [ 8 ]   |
| 2019 | Premiile Feroz                                 | Cel mai bun scenariu      | Arancha Echevarría                     | Nominalizare | [ 7 ] [ 8 ]   |
| 2019 | Premiile Feroz                                 | Cel mai bun trailer       | Pedro Jiménez                          | Nominalizare | [ 7 ] [ 8 ]   |
| 2019 | Premiile Goya                                  | Cel mai bun film          | Cel mai bun film                       | Nominalizare | [ 9 ]         |
| 2019 | Premiile Goya                                  | Cel mai bun regizor       | Arancha Echevarría                     | Câștigat     | [ 9 ]         |
| 2019 | Premiile Goya                                  | Cel mai original scenariu | Arancha Echevarría                     | Nominalizare | [ 9 ]         |
| 2019 | Premiile Goya                                  | Cea mai bună actriță      | Carolina Yuste                         | Câștigat     | [ 9 ]         |
| 2019 | Premiile Goya                                  | Cea mai nouă actriță      | Rosy Rodríguez                         | Nominalizare | [ 9 ]         |
| 2019 | Premiile Goya                                  | Cea mai nouă actriță      | Zaira Moreno                           | Nominalizare | [ 9 ]         |
| 2019 | Premiile Goya                                  | Cel mai nou actor         | Moreno Borja                           | Nominalizare | [ 9 ]         |
| 2019 | Premiile Goya                                  | Cel mai original cântec   | "Me vas a extrañar" by Paco de la Rosa | Nominalizare | [ 9 ]         |
| 2019 | Premiile Uniunii al actorilor și al actrițelor | Cel mai secundar rol      | Carolina Yuste                         | Nominalizare | [ 10 ] [ 11 ] |
| 2019 | Premiile Uniunii al actorilor și al actrițelor | Cea mai nouă actriță      | Zaira Romero                           | Nominalizare | [ 10 ] [ 11 ] |